# El Paraíso, Jalpan
El Paraíso är en ort i Mexiko.   Den ligger i kommunen Jalpan och delstaten Puebla, i den sydöstra delen av landet, 170 km nordost om huvudstaden Mexico City. El Paraíso ligger 661 meter över havet och antalet invånare är 111.
Terrängen runt El Paraíso är kuperad. Runt El Paraíso är det tätbefolkat, med 297 invånare per kvadratkilometer. Närmaste större samhälle är Xicotepec de Juárez, 18,2 km söder om El Paraíso. I omgivningarna runt El Paraíso växer huvudsakligen savannskog.